# 釋日本紀
《釋日本紀》（日语：釈日本紀、しゃくにほんぎ）乃是後世推定於鎌倉時代末期文永11年（1274年）至正安3年（1301年）間完成，由卜部兼方（懷賢）注釋《日本書紀》而成，全書共28卷。

## 概要
卜部兼方參考《上宮記》、《日本書紀私記》、《風土記》、《古語拾遺》、《天書》、《安斗智德日記》、《調連淡海日記》、《先代舊事本紀》等大量史料，分成開題、注音、亂脱（文字脱漏）、帝皇系圖、述義、秘訓、和歌等七個部分注釋。因此，後世對於此書補足《記紀》二書所欠缺的史料予以高度之評價。刊行本具有下述：
- 《釋日本紀（1）～（3）》，前田育徳会尊経閣文庫編，八木書店，ISBN 4840623279、ISBN 4840623287、ISBN 4840623295。
- 《國史大系日本書紀私記、釋日本紀、日本逸史（新訂増補新裝版）》，黑板勝美編，吉川弘文館，1999年7月，ISBN 4642003096。

## 內部連結
- 日本書紀